# Throcking
Throcking est un village du Hertfordshire, en Angleterre. Il est situé dans le nord-est du comté, à une dizaine de kilomètres de la ville de Stevenage, et relève administrativement de la paroisse civile de Cottered, dans le district non métropolitain du East Hertfordshire.

## Toponymie
Throcking est un nom dont l'étymologie n'est pas certaine. Il pourrait faire référence à un endroit où l'on produit ou utilise des poutres (throc en vieil anglais). Il est attesté pour la première fois dans le Domesday Book, compilé en 1086, sous la forme Trochinge.

## Histoire
La paroisse civile de Throcking est supprimée et le village rattaché à celle de Cottered le 1er avril 1955.